# Laevichlamys squamosa
Laevichlamys squamosa is een tweekleppigensoort uit de familie van de Pectinidae. De wetenschappelijke naam van de soort is voor het eerst geldig gepubliceerd in 1791 door Gmelin.
Rechter en linker klep van hetzelfde exemplaar:

Rechter klep
Linker klep

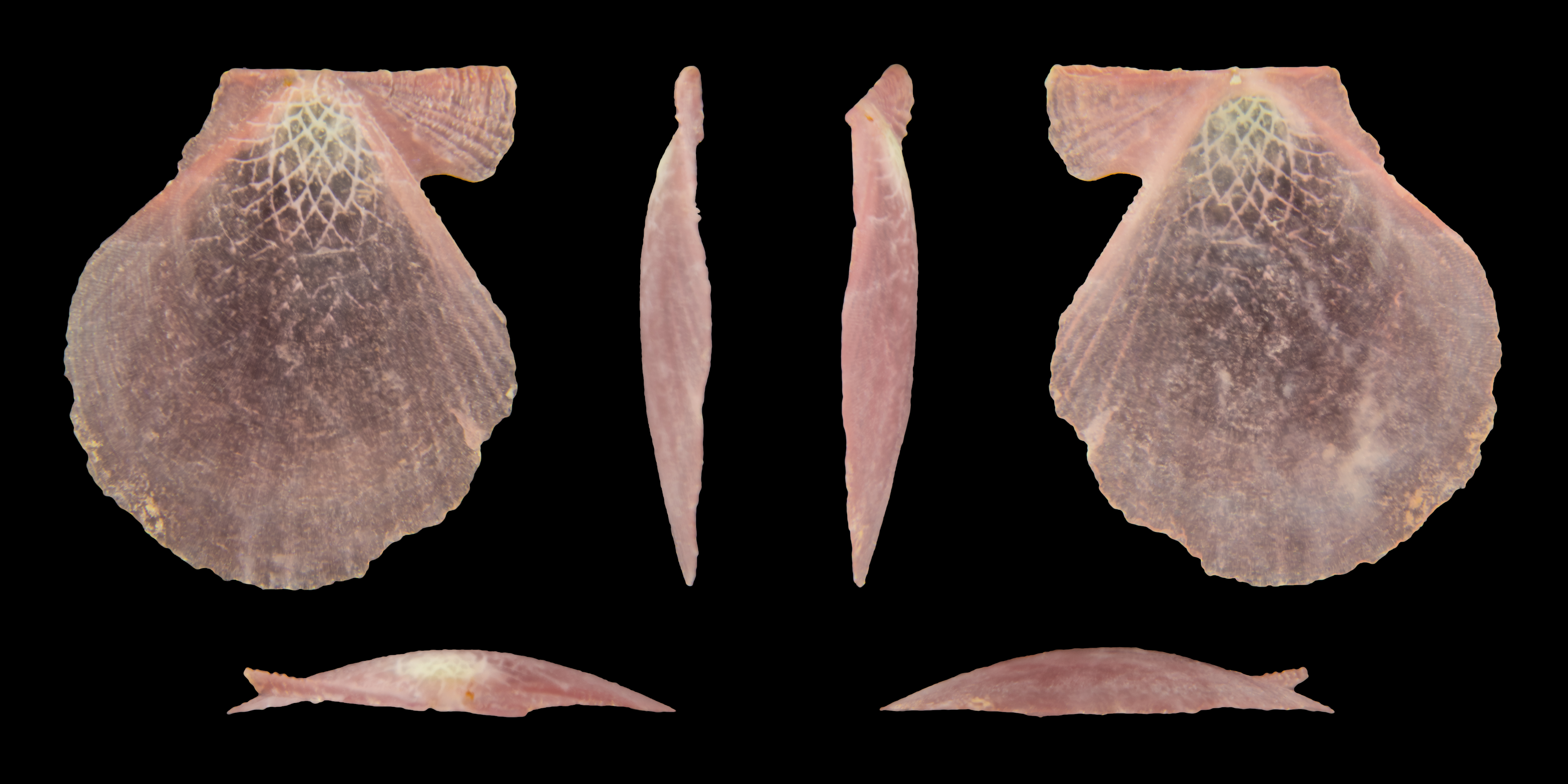
Jeugdig, violette vorm, rechter klep
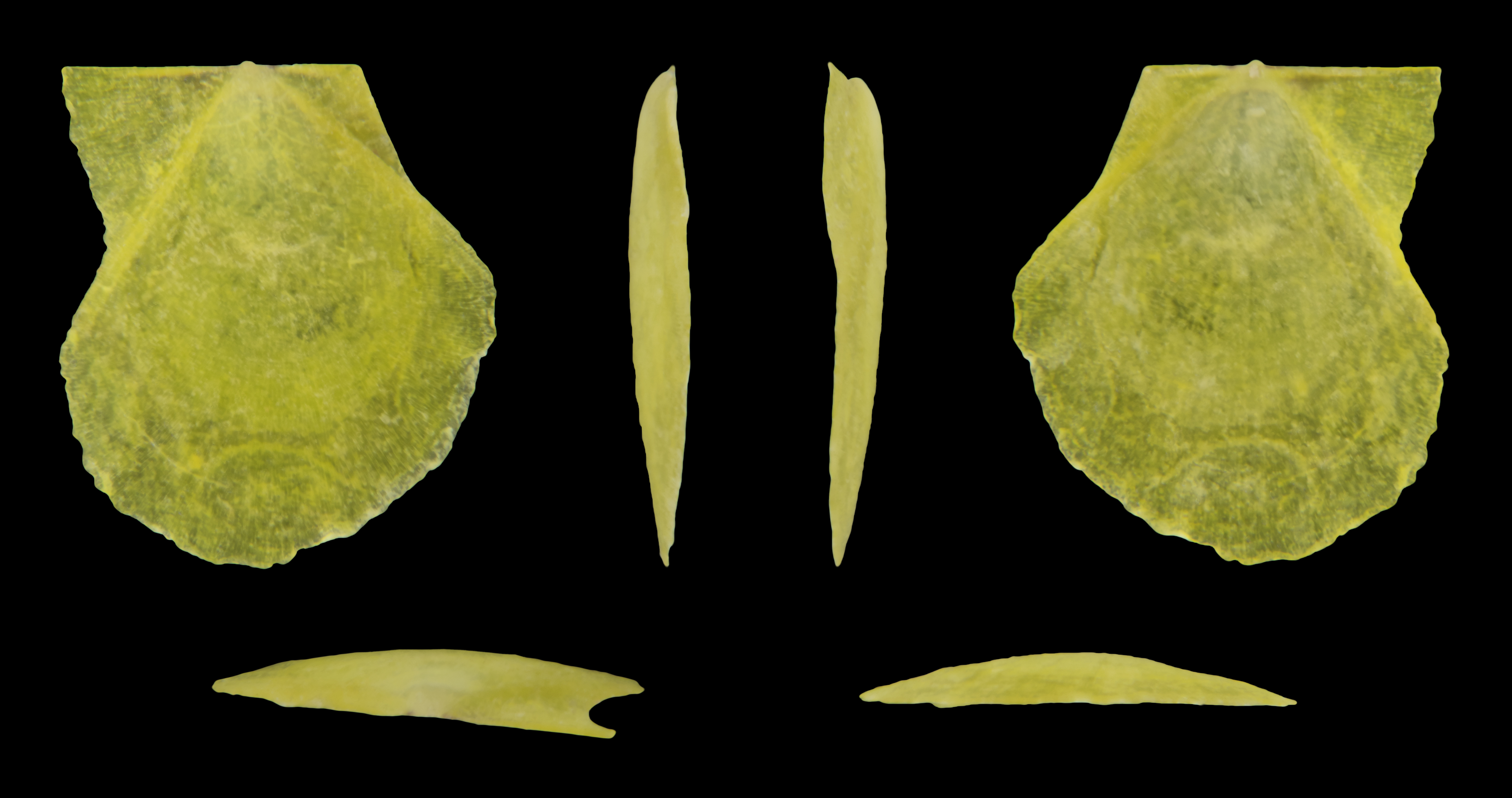
Jeugdig, gele vorm, linker klep